# Хойзингтон, Грегори
Эдвард Грегори Хойзингтон I (англ. Edward Gregory Hoisington I; 21 ноября 1887, Ньютон, Канзас — 16 июня 1956, Санта-Барбара, Калифорния) — американский военный деятель, полковник Армии США, командир 32-го пехотного полка (1940), 4-го пехотного полка (1940—1942). Выпускник и преподаватель Военной академии США в Вест-Пойнте, профессор университета Джонса Хопкинса и Миссисипского университета.

## Биография

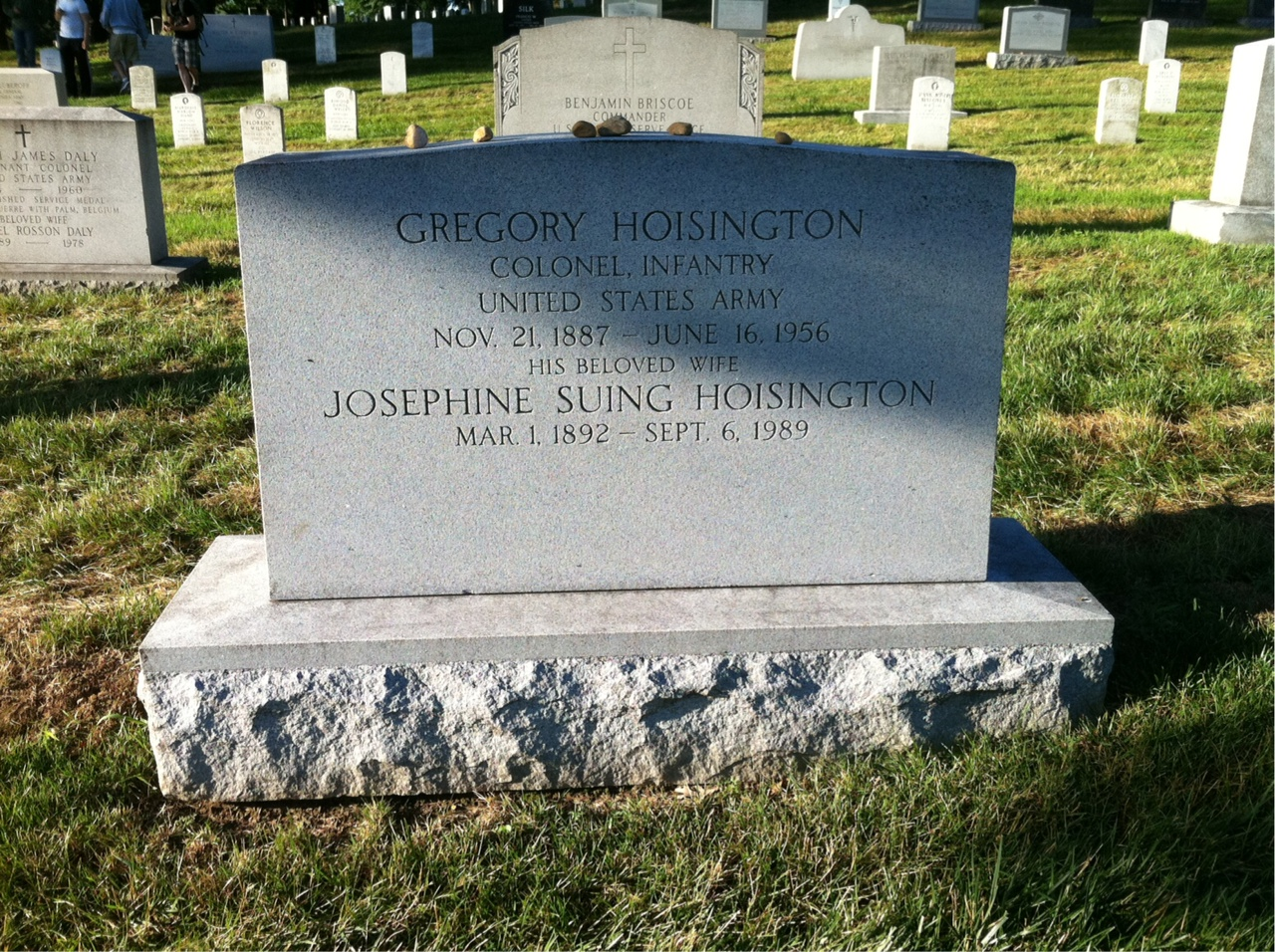
Надгробие на могиле четы Хойзингтон

Эдвард Грегори Хойзингтон I родился 21 ноября 1887 года в Ньютоне, штат Канзас. Был прямым потомком Эбенезера Хойзингтона (1729—1804), участника американской революции и индейских войн, отца-основателя штата Вермонт. Отец — полковник Перри Майло Хойзингтон I (1857—1933), был одним из основателей Национальной гвардии Канзаса, масоном Древнего и принятого шотландского устава и великим мастером Великой ложи Канзаса. Мать — Кэтрин Барбер Хойзингтон, в девичестве Грегори (1861—1938). У Грегори Хойзингтона было четверо братьев и сестёр — Хелен (1886—1972), Стэнли (1888—1917), Элизабет (1890—1975), Маргарет (1901—1976).

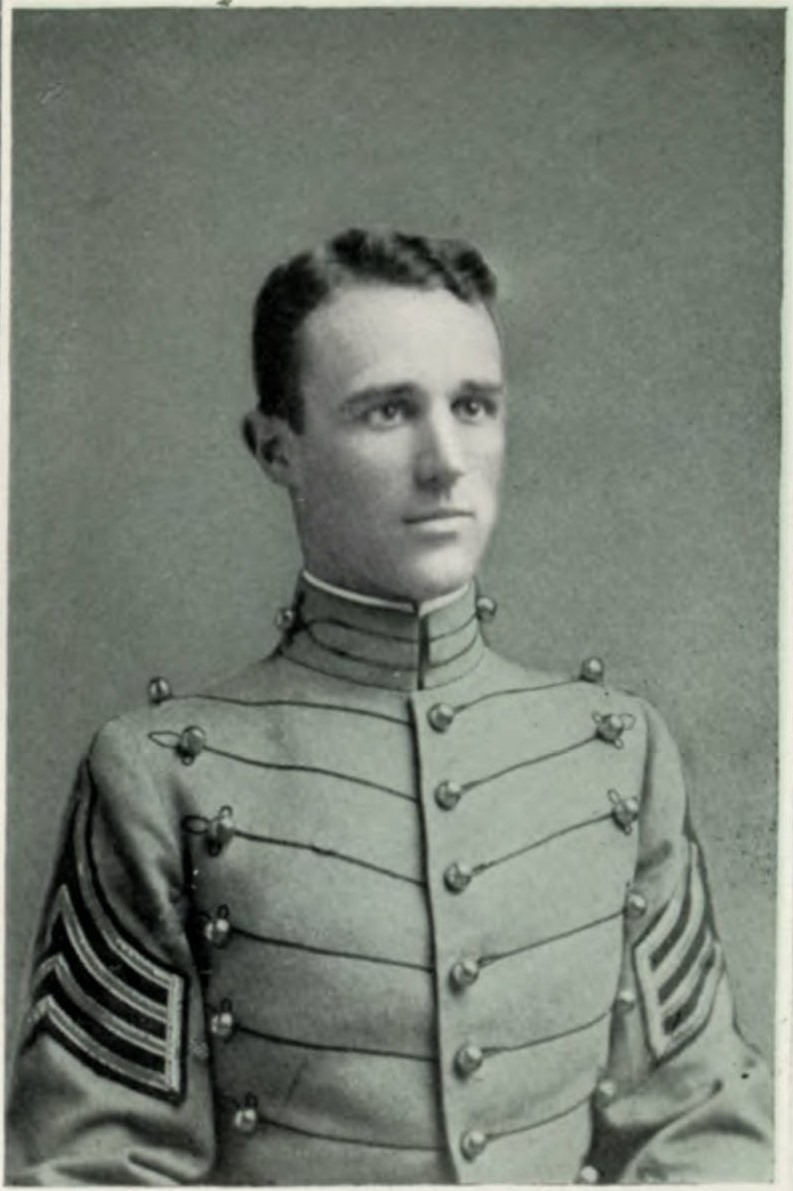
Кадет Хойзингтон

15 июня 1907 года зачислен кадетом в Военную академию США в Вест-Пойнте. Во время учёбы состоял в обществе «Sigma Chi» при колледже штата Канзас, был членом команды академии по фехтованию, работал помощником библиотекаря и 1-м вице-президентом отделения YMCA, а также служил капитаном Корпуса кадетов академии. 13 июня 1911 года закончил Вест-Пойнт 44-м по успеваемости в своём классе и в звании второго лейтенанта был зачислен на службу в 14-й пехотный полк Армии США.
Служил на базах Форт-Уильям-Генри-Гаррисон, штат Монтана (сентябрь — октябрь 1911), Форт-Ассинибойн, штат Монтана (октябрь — декабрь 1911), Форт-Уильям-Генри-Гаррисон, штат Монтана (декабрь 1911 — январь 1913), Форт-Лоутон, штат Вашингтон (январь 1913 — июль 1914). Неоднократно работал преподавателем в отделе рисования в Вест-Пойнте (август 1914 — июнь 1916, август 1916 — июнь 1917, август 1917 — июнь 1918). 1 июля 1916 года повышен до первого лейтенанта. В июне — августе служил инструктором в лагере подготовки офицеров при Платтсбургских казармах, штат Нью-Йорк. 15 мая 1917 года повышен до капитана. В июне того же года стал инструктором в лагере подготовки офицеров на базе Форт-Райли, штат Канзас. 7 июня 1918 года получил звание майора Национальной армии. В том же месяце стал командиром 157-й сборной бригады 6-го тренировочного батальона на базе Форт-Гордон, штат Джорджия (июнь — июль 1918), а затем адъютантом бригады и лагеря (июль — август 1918). Принял участие в подготовке солдат, отправляющихся за границу на Первую мировую войну. 26 августа 1918 года назначен генерал-инспектором. В том же году окончил Военный колледж Армии США в Вашингтоне, округ Колумбия, в штабном классе которого учился в течение всего сентября. В сентябре — октябре служил в управлении генерал-инспекторов, затем был инспектором 99-й дивизии и инспектором базы Кэмп-Уилер, штат Джорджия (ноябрь 1918 — апрель 1919), инспектором порта Хобокена, штат Нью-Джерси (апрель — сентябрь 1919), личным адъютантом начальника разведывательной школы на базе Форт-Ливенворт, штат Канзас (сентябрь 1919). 9 октября 1919 года был возвращён к званию капитана.

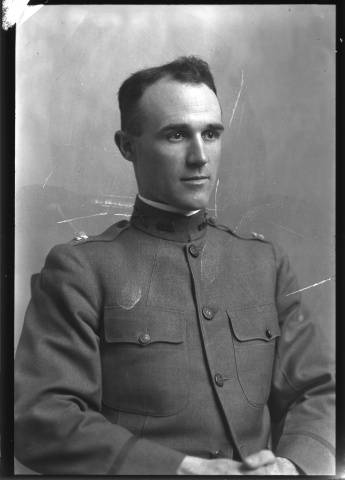
Капитан Хойзингтон

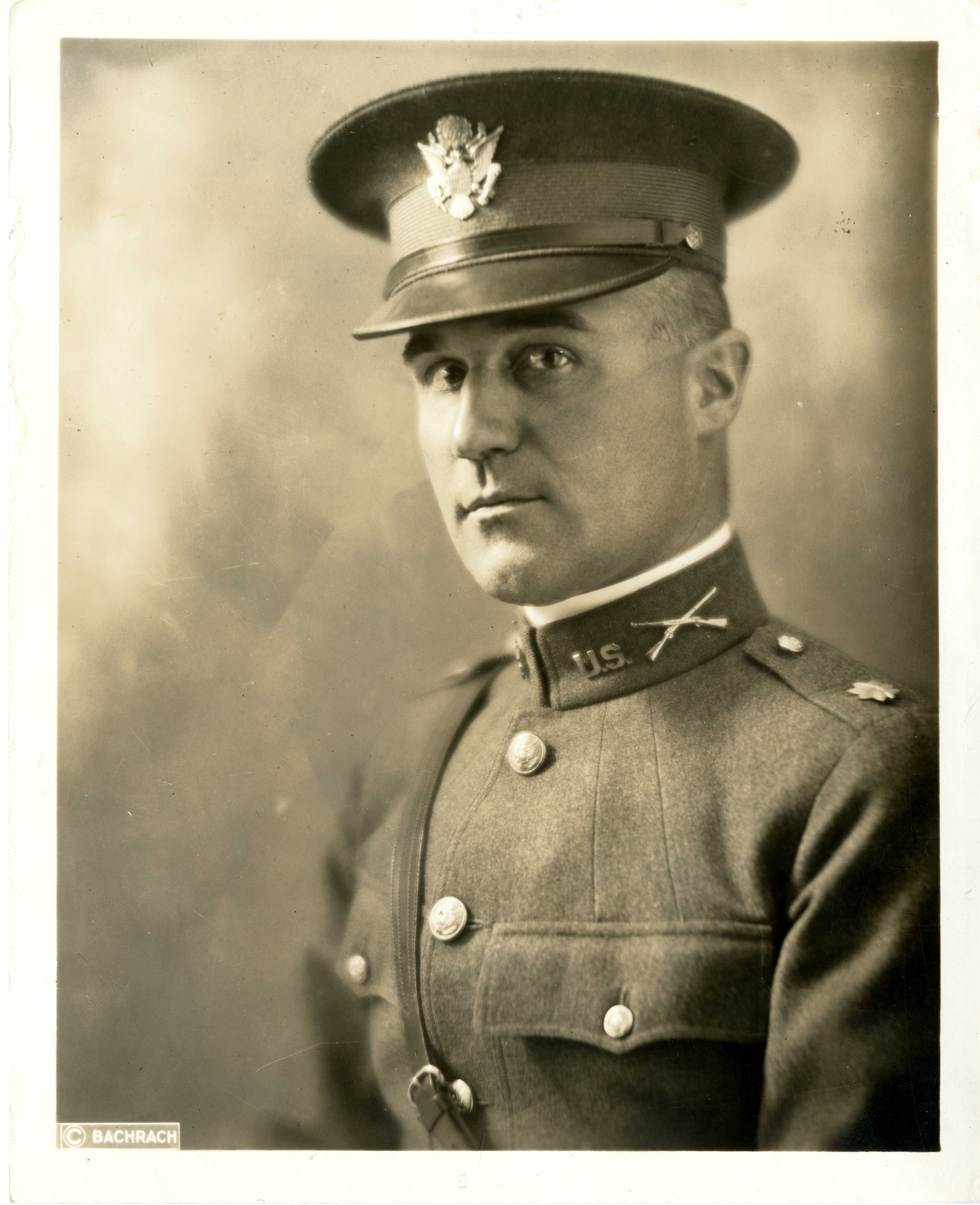
Майор Хойзингтон

1 июля 1920 года повышен до майора. Служил за границей, в том числе на Филиппинах, где на базе Форт-Маккинли от взрыва винтовки чуть не потерял правый глаз, оставшись на всю жизнь с сильно повреждённым зрением. В 1923—1928 годах занимал пост профессора на новообразованной кафедре военной науки и тактики в университете Джонса Хопкинса в Балтиморе, штат Мэриленд. В 1929 году в центре имени Уолтера Рида перенёс серьёзную операцию на щитовидной железе. В составе 28-го пехотного полка служил в Мэдисонских казармах, штат Нью-Йорк (октябрь 1931), и на базе Форт-Хейс (октябрь 1931 — август 1932). С августа 1932 года по июнь 1933 года был студентом Командно-штабной генеральной школы Армии США на базе Форт-Ливенворт, штат Канзас. В июне — сентябре 1933 года был командиром отделения Гражданского корпуса охраны окружающей среды на базе Кэмп-Тафт, штат Арканзас. С сентября 1933 года по июнь 1934 года снова учился в Командно-штабной генеральной школе. В 1934—1939 годах снова был профессором военной науки и тактики в университете Джонса Хопкинса.
1 августа 1935 года повышен до подполковника. Был умелым снайпером, и в 1939 году, находясь в отпуске по пути на станцию в Панаме, принял участие в национальных соревнованиях по стрельбе на базе Кэмп-Перри, штат Огайо. 18 августа 1940 года назначен командиром 32-го пехотного полка в Чилкутских казармах, территория Аляска. 1 мая 1940 года повышен до полковника. С 29 августа по 8 ноября 1940 года был командиром 4-го пехотного полка на базе Форт-Джордж-Райт. С 30 декабря 1940 года по 16 июня 1942 года повторно командовал данным полком, но уже на базе Форт-Ричардсон. В годы Второй мировой войны заболел жёлтой лихорадкой на Аляске и долгое время лечился в госпитале Армии и Флота в Хот-Спрингс, штат Арканзас. В июле — августе 1942 года был профессором военной науки и тактики в Миссисипском университете. С сентября 1942 года по апрель 1945 года был командиром 17-го пехотного тренировочного полка на базе Кэмп-Роберт, штат Калифорния.
30 сентября 1946 года в звании полковника вышел в отставку после 39 лет военной службы по причине ранее перенесённого сердечного приступа. На пенсии поселился с женой в Санта-Барбаре, штат Калифорния. Регулярно участвовал во встречах выпускников Вест-Пойнта.
Эдвард Грегори Хойзингтон I скончался 16 июня 1956 года в возрасте 68 лет в коттеджном госпитале Санта-Барбары. Похоронен на Арлингтонском национальном кладбище, рядом с погибшим в 1941 году сыном.

## Личная жизнь
22 октября 1913 года женился на Мэри Жозефине Суинг (1892—1989) в Спокане, штат Вашингтон. У них было шесть детей: три сына и три дочери, причём все были связаны с военной службой. Нэнси Элеанор (1931—2012), жена полковника Армии США Чарльза Руфуса Смита-младшего (1928—2014), выпускника Вест-Пойнта (1950). Элизабет Пашель (1918—2007), вторая женщина — бригадный генерал Армии США за всю американскую военную историю. Мэри Жозефина (1922—2005), жена полковника Армии США Джеймса Эдвардса Мэртенса (1919—1998). Перри Майло Хойзингтон II (1916—2006), выпускник Вест-Пойнта (1939), генерал-майор ВВС США, кавалер Креста лётных заслуг. Грегори Хойзингтон II (1914—1941), выпускник Вест-Пойнта (1938), подполковник ВВС США, погиб в автоаварии во время Второй мировой войны. Роберт Генри Хойзингтон (р. 1925), выпускник Вест-Пойнта (1950), подполковник, во время Второй мировой выжил в плену в Германии. Его сын, Роберт Генри Хойзингтон-младший, также окончил Вест-Пойнт (1978).